# 罗汉松甾酮

罗汉松甾酮C

马克甾酮A

马克甾酮B

伏石蕨甾酮
也称为：
马克甾酮C、
罗汉松甾酮A

罗汉松甾酮是两种系列的植物蜕皮甾酮的中文名称，因最初均在罗汉松属植物中发现而得名，可以指罗汉松甾酮系列（英語：Podecdysones）和马克甾酮系列（英語：Makisterones）。

## 罗汉松甾酮系列
罗汉松甾酮（英語：Podecdysones），又译作足甾酮或金钱松蜕皮素。最早于1968年由澳大利亚学者在高大罗汉松（Podocarpus elatus）树皮中发现，并由此得名，分别为：
- 罗汉松甾酮A（后证实其和马克甾酮C[5]和伏石蕨甾酮（lemmasterone）为同一物质[4]，且发现时间晚于前两者，故一般不用此称呼[5]）
- 罗汉松甾酮B
- 罗汉松甾酮C

## 马克甾酮系列
马克甾酮（英語：Makisterones）系列是日本学者1968年在罗汉松（Podocarpus macrophyllus）树叶中发现的4种新的植物蜕皮甾酮。他们根据罗汉松日语“イヌマキ”（罗马化：inu-maki）命名为“Makisterones”。中文取其“maki-”音译和“-sterone”意译“甾酮”译为马克甾酮。在中文也可译作罗汉松甾酮。包括：
- 马克甾酮A

- 马克甾酮B

- 马克甾酮C（又称伏石蕨甾酮，但马克甾酮C提出时间早于前者，故现在常用此名称[5]）

- 马克甾酮D